# Hypocacculus simulans
Hypocacculus simulans är en skalbaggsart som beskrevs av Vienna in Penati och Vienna 1993. Hypocacculus simulans ingår i släktet Hypocacculus och familjen stumpbaggar. Inga underarter finns listade i Catalogue of Life.